# 文殿
文殿（ふどの/ふみどの）とは、太政官並びに院庁において、公文書（公文）や典籍の管理が行われていた場所。他の公的機関の公文所に相当する。
太政官においては少納言局の管理下に置かれて外記及びその史生がその管理実務を行うとともに公文の作成や先例の勘申などを行うようになり、主として内裏内（清涼殿の南側・安福殿の北側）の校書殿（きょうしょでん）が管理場所に充てられていたために同所の別名としても用いられた。少納言の地位が低下すると大夫史（官務）が責任者となり、代わって弁官や官務に属する文殿が設置されるようになった。後に左大弁（官務）小槻氏が太政官文殿を、大外記（局務）中原氏が院文殿を監督するようになり世襲化していった。特に嘉禄2年（1226年）に太政官の文殿が焼失すると、官務文庫にその役目が移された。
院政においては、院庁の文殿に訴訟などの書類が集められると同時に律令法や儒教に通じた中下級公家が寄人（職員）に任じられて、記録所と同様の役割を果たしていたことから、院政の合議・訴訟機関である院評定が行われたのは主として文殿であった。そのため、上皇や法皇が新たに院政を始めること（評定始）を文殿始（ふどのはじめ）とも称した。